# Паренки
Паренки (укр. Паренки) — горная вершина в Украинских Карпатах, в массиве Горганы. Расположенная в Калушском районе Ивано-Франковской области, на одноимённом хребте Паренки. Высота горы — 1735 м (по другим данным — 1737 м). Вершина плоская, вытянутая с юго-востока на северо-запад. Северные и северо-западные склоны крутые. Распространены каменные осыпи и труднопроходимые заросли — криволесья. У подножия горы — хвойные леса (ель, сосна).
Северо-западнее Паренки расположена гора Молода (1723 м), на северо-востоке Грофа (1748 м), на юге — Попадья (1740 м), на юго-западе — Малая Попадья (1597 м).
Ближайший населённый пункт — село Осмолода.